# ستان لوريل
ستان لوريل (بالإنجليزية: Stan Laurel)‏ اسمه الأصلي هو آرثر ستانلي جيفرسون (بالإنجليزية: Arthur Stanley Jefferson)‏ (16 يونيو 1890 - 23 فبراير 1965)، ممثل كوميدي.
اشترك مع أوليفر هاردي في ثنائي كوميدي هو لوريل وهاردي في العشرينات وحتى أواخر الأربعينات.
ولد لوريل عام 1890 في أولفرستون شمال إنكلترا لعائلة من الاستعراضيين ثم ذهب إلى الولايات المتحدة حيث جمعه المنتج هال روتش مع هاردي الذي أصبح زميله.
بعد موت هاردي عام 1957 قرر لوريل ترك التمثيل ورفض العديد من العروض منها الفيلم المسمى إنه عالم مجنون مجنون مجنون مجنون، والذي حقق النجاح عام 1963 وحافظ على وعده حتى مات في سانتا مونيكا في كاليفورنيا عام 1965 عن 74 عاما.
من الأفلام التي مثلها لوريل قبل تكوينه مع هاردي ثنائياً كوميدياً:
- اقتل أو عالج Kill or Cure 1923.
- برتقال وليمون Oranges and Lemons 1923.
- أنقذ السفينة Save the Ship 1923.
- مَشغل حدادة Smithy 1924.
- شبه رجل Half a Man 1925.